# Perittia
Perittia is een geslacht van vlinders van de familie grasmineermotten (Elachistidae).

## Soorten
- P. aganopa (Meyrick, 1911)
- P. andoi Inoue et al., 1982
- P. bullatella Chrétien, 1915
- P. bystropogonis Walsingham, 1908
- P. calpella Walsingham, 1905
- P. carlinella (Walsingham, 1908)
- P. cedronella Walsingham, 1908
- P. cinereipunctella Turati, 1930
- P. echiella (Joannis, 1902)
- P. eselkopensis Mey, 2011
- P. farinella

Grasgeestje (Thunberg, 1794)
- P. granadensis (Traugott-Olsen, 1995)
- P. herrichiella (Herrich-Schäffer, 1855)
- P. huemeri (Traugott-Olsen, 1990)
- P. infumata (Meyrick, 1914)
- P. karadaghella Sinev & Budashkin, 1991

- P. lavandulae Walsingham, 1908
- P. mucronata (Parenti, 2001)
- P. nimbifera (Meyrick, 1913)
- P. obscurepunctella

Kamperfoeliemineermot (Stainton, 1848)
- P. pachyzona (Meyrick, 1921)
- P. piperatella (Staudinger, 1859)
- P. secutrix (Meyrick, 1914)
- P. sibirica Sinev, 1992
- P. weberella Whitebread, 1984